# Nandrin
Nandrin är en kommun i Belgien.   Den ligger i provinsen Liège och regionen Vallonien, i den östra delen av landet, 80 km sydost om huvudstaden Bryssel. Antalet invånare är 5 757.
Trakten runt Nandrin består till största delen av jordbruksmark. Runt Nandrin är det ganska tätbefolkat, med 62 invånare per kvadratkilometer.